# هوانگ بو این
هوانگ بو این (درگذشته ۱۴۵۳) سیاستمداری از سلسله چوسان بود که از سال ۱۴۵۰ تا ۱۴۵۳ و در زمان فرمانروایی دو پادشاه چوسان به نام مونجونگ و دانجونگ مقام مشاور عالی دولت [نخست‌وزیر] را در دست داشت. از آنجا که پادشاه دانجونگ هنگام رسیدن به تاج و تخت ۱۲ ساله بود و برای حکومت کردن بسیار جوان بود، هوانگ بو این و متحد وی ژنرال کیم جونگ سو که مقام وزیر چپ [معاون نخست‌وزیر] را در اختیار داشت اداره دولت را در دست گرفتند و از این فرصت برای گسترش قدرت مقامات دربار در برابر اعضای خانواده سلطنتی استفاده کردند، اقدامات هوانگ بو این و کیم جونگ سو باعث تنش میان آنها و شاهزاده سویانگ شد در نهایت شاهزاده سویانگ دست به کودتا زد و هوانگ بو این و کیم جونگ سو را به همراه متحدانشان به قتل رساند.

## بازیگرانی که در نقش هوانگ بو این نقش آفرینی کرده‌اند
- یانگ هو در سال ۲۰۱۱ و در سریال اینسو:ملکه مادر که توسط شبکه JTBC پخش شد.
- لی چانگ جیک و در فیلم سینمایی چهره خوان.